# Richie Stanaway

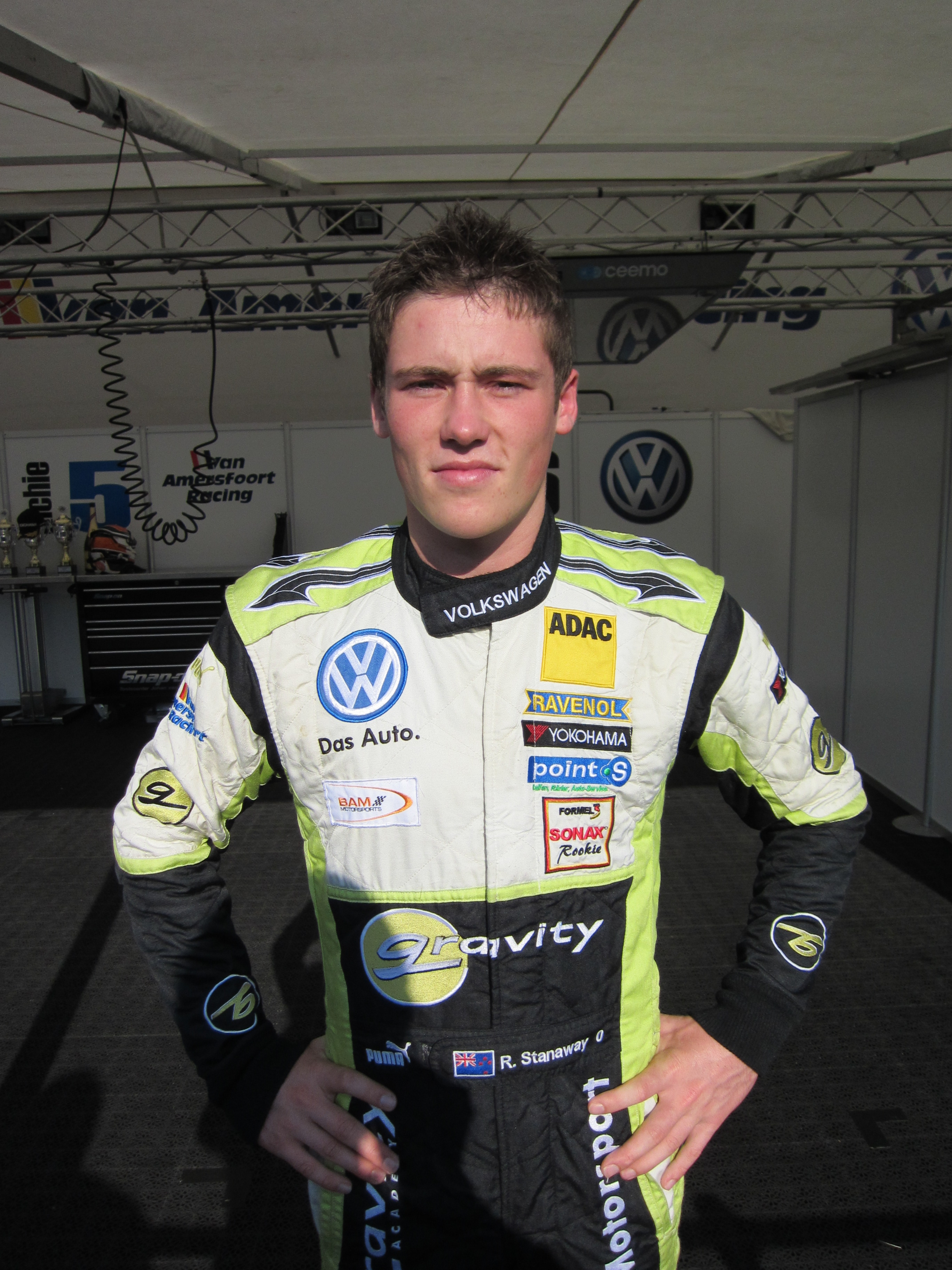
Richie Stanaway 2011

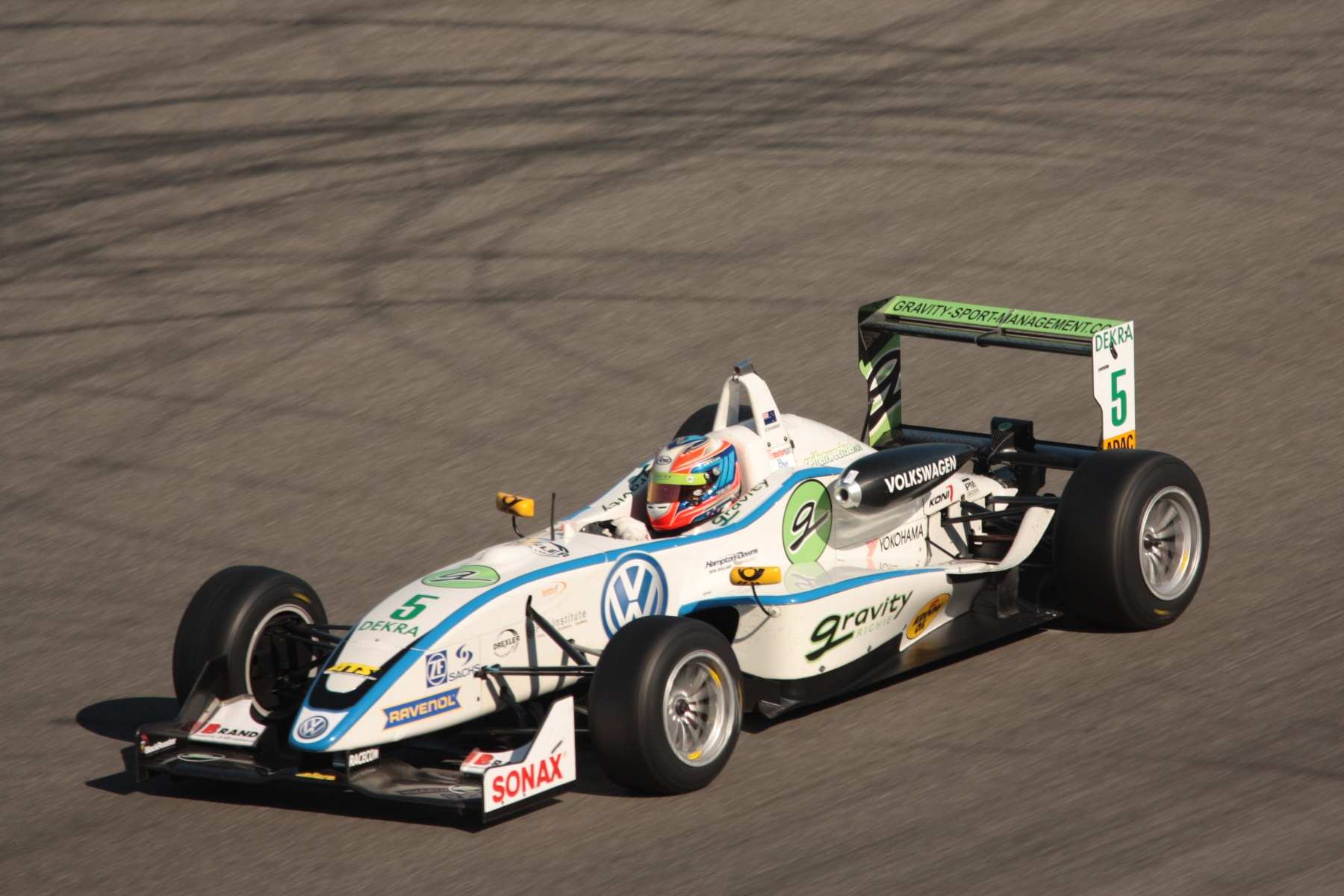
Richie Stanaway 2011 in der deutschen Formel 3 auf dem Hockenheimring

Richie Stanaway (* 24. November 1991 in Rotorua) ist ein neuseeländischer Automobilrennfahrer. Er gewann 2011 die Fahrerwertung der deutschen Formel 3. 2015 startete er in der GP2-Serie und in der FIA-Langstrecken-Weltmeisterschaft (WEC).

## Karriere
Stanaway begann seine Motorsportkarriere im Alter von sechs Jahren im Motocross. Mit zwölf Jahren wechselte er in den Speedwaysport. Mit 14 stieg Stanaway von Fahrzeugen mit zwei auf Fahrzeuge mit vier Rädern um und begann im Kartsport.
Ende 2007 wechselte Stanaway schließlich in den Formelsport in die Winterserie der neuseeländischen Formel First. Mit einer Podest-Platzierung wurde er 14. in der Gesamtwertung. Nachdem er in der Saison 2007/2008 Dritter in der neuseeländischen Formel First geworden war, trat er 2008 in der Winterserie der neuseeländischen Formel Ford an. Stanaway gewann fünf Rennen und beendete die Meisterschaft auf dem dritten Platz. Außerdem startete er zu zwei Rennen der australischen Formel Ford. 2008/2009 trat er in der neuseeländischen Formel Ford an und gewann mit elf Siegen den Meistertitel vor Mitch Evans. Darüber hinaus nahm er an einigen Rennen der australischen Formel Ford teil und belegte mit einem Sieg den sechsten Gesamtrang. Außerdem ging Stanaway 2009 erstmals in einer europäischen Rennserie an den Start und trat zu drei Rennwochenenden der ADAC-Formel-Masters an. Mit zwei Podest-Platzierungen wurde er Achter in der Fahrerwertung. Den Wechsel nach Europa ermöglichte ihm ein Investmentbanker, der Stanaways Karriere zu einem Investmentobjekt machte. Besonders dabei war, dass Stanaway das Budget nur im Erfolgsfall zurückzahlen musste.
2010 erhielt Stanaway einen 15-Jahres-Vertrag mit Gravity Sport Management, die seitdem für die Koordination seiner Karriere verantwortlich sind. Am Anfang des Jahres nahm Stanaway zunächst an zwei Rennwochenenden der Toyota Racing Series, der höchsten Monoposto-Serie in Neuseeland, teil. Er gewann ein Rennen und wurde Zehnter in der Fahrerwertung. Anschließend ging er für ma-con Motorsport in der ADAC-Formel-Masters an den Start. Stanaway nahm an 18 von 21 Rennen teil. Dabei gewann er 12 Rennen, wurde bei 5 Rennen Zweiter und entschied die Meisterschaft dominant für sich. Im Anschluss an die Saison fuhr Stanaway in der Winterserie der britischen Formel Renault und wurde für Atech Grand Prix startend mit einem Sieg Fünfter. 2011 ging Stanaway für Van Amersfoort Racing im deutschen Formel-3-Cup an den Start. Er dominierte die Rennserie in dieser Saison. Stanaway gewann 13 von 18 Rennen und kam nur bei 2 Rennen nicht auf den ersten zwei Positionen ins Ziel. Die Fahrerwertung entschied er mit 181 zu 126 Punkten vor Marco Sørensen für sich. Außerdem startete Stanaway für Van Amersfoort Racing zum Macau Grand Prix. Darüber hinaus nahm Stanaway für Lotus ART an den letzten zwei Rennwochenenden der GP3-Serie teil. Dabei gelang es ihm, bereits sein zweites Rennen für sich zu entscheiden. Die Gesamtwertung schloss er auf dem 20. Rang ab. Die Einsätze in der GP3-Serie dienten auch dazu, Stanaways fahrerische Leistungen besser einzuschätzen, da sein Management Bedenken über die Stärke des Fahrerfeldes im deutschen Formel-3-Cup sowie der ADAC-Formel-Masters hatte. Nach der Saison nahm Stanaway an Testfahrten der Formel Renault 3.5 teil und erzielte dabei Bestzeiten. Darüber hinaus erhielt er die Möglichkeit für BMW ein DTM-Auto zu testen.
2012 erhielt Stanaway bei Gravity - Charouz, die als Lotus antraten, ein Cockpit in der Formel Renault 3.5. Mit einem sechsten Platz beim zweiten Rennen in Alcañiz wurde er nur ein einziges Mal gewertet. Ein Unfall beim 5. von 17 Saisonrennen in Spa-Francorchamps beendete seine Saison vorzeitig. Im Regen fuhr er auf Carlos Huertas auf, hob ab und schlug schließlich auf der Strecke auf. Nach dem Rennen sagte Stanaway, dass er Huertas nicht gesehen habe. Zur Bergung Stanaways wurde das Rennen unterbrochen. Er brach sich bei dem Unfall zwei Rückenwirbel. Die Regenerationsphase nahm einige Monate in Anspruch, sodass seine Saison vorzeitig beendet war.
2013 kehrte Stanaway in den Motorsport zurück und trat im GT-Sport an. Im Porsche Supercup startete er für DAMS. Mit einem vierten Platz als bestem Resultat wurde er Zwölfter in der Fahrerwertung, während sein Teamkollege Michael Christensen mit einem Sieg den sechsten Rang erreichte. Darüber hinaus nahm er 2013 für Aston Martin Racing an sechs Rennen der FIA-Langstrecken-Weltmeisterschaft (WEC) teil. Er kam in verschiedenen Fahrzeugen zum Einsatz. Ein zweiter Platz in der GT-Wertung war sein bestes Resultat. Er beendete den Weltcup der GT-Fahrer auf dem 19. Platz. Für Aston Martin ging er zudem bei einem Lauf der Rolex Sports Car Series an den Start und er absolvierte einen Gaststart in der britischen GT-Meisterschaft. 2014 blieb Stanaway für Aston Martin in der WEC. Er teilte sich die Einsätze mit Nicki Thiim und bestritt drei von acht Rennen. Er schloss die Saison auf dem 20. Platz im Weltcup der GT-Fahrer ab. In der United SportsCar Championship (USCC) nahm er für Aston Martin an einem Rennen teil. Darüber hinaus kehrte Stanaway in den Formelsport zurück und trat in der GP3-Serie 2014 für Status Grand Prix an. Bereits in seinem ersten Rennen in Barcelona stand er als Dritter auf dem Podest. In Silverstone gewann er schließlich das Sprintrennen, in Mogyoród das Hauptrennen. Mit fünf Podest-Platzierungen erreichte er den achten Gesamtrang. Außerdem kehrte er für zwei Veranstaltungen zu Lotus in die Formel Renault 3.5 zurück. Er vertrat dabei den verletzten Matthieu Vaxivière und erzielte mit einem dritten Platz eine Podest-Platzierung.
2015 ging Stanaway erneut für Aston Martin in der WEC an den Start. Beim 6-Stunden-Rennen von Spa-Francorchamps gewann er zusammen mit Alex MacDowall und Fernando Rees die GT-Wertung. Stanaway nahm an einem Rennen nicht teil und wurde Neunter im GT-Weltcup. Ferner absolvierte Stanaway einen LMP1-Testtag für das Audi-Team Joest Racing. Darüber hinaus trat Stanaway für Status Grand Prix in der GP2-Serie 2015 an. Beim Sprintrennen in Monte Carlo gelang ihm sein erster Sieg. In Sotschi gewann er erneut das Sprintrennen. Zu den letzten beiden Veranstaltungen trat er nicht an. Stanaway wurde Gesamtzehnter und war der einzige Status-Pilot, der in der GP2-Serie 2015 Punkte erzielt hatte.

## Persönliches
Stanaways Eltern verfügten nicht über die finanziellen Mittel, ihm Fahrerplätze zu finanzieren, sodass er schon früh auf gute Leistungen angewiesen war. Um sich auf den Motorsport zu konzentrieren, brach Stanaway die Schule nach seinem Wechsel nach Europa ab.
Um in der Nähe zu seinem Arbeitgeber zu wohnen, zog Stanaway 2011 nach Hilversum, Niederlande.

## Statistik

### Karrierestationen
| - 1998–2003: Motocross - 2004–2005: Speedway - 2006–2007: Kartsport - 2007: Neuseeländische Formel First, Winterserie (Platz 14) - 2008: Neuseeländische Formel First (Platz 3) - 2008: Neuseeländische Formel Ford, Winterserie (Platz 3) - 2008: Australische Formel Ford - 2009: Neuseeländische Formel Ford (Meister) - 2009: Australische Formel Ford (Platz 6) | - 2009: ADAC-Formel-Masters (Platz 8) - 2010: Toyota Racing Series (Platz 10) - 2010: ADAC-Formel-Masters (Meister) - 2010: Britische Formel Renault, Winterserie (Platz 5) - 2011: Deutsche Formel 3 (Meister) - 2011: GP3-Serie (Platz 20) - 2012: Formel Renault 3.5 (Platz 22) - 2013: WEC, GT (Platz 19) - 2013: Porsche Supercup (Platz 12) | - 2013: Rolex Sports Car Series, GT (Platz 57) - 2014: WEC, GT (Platz 20) - 2014: USCC, GTLM (Platz 34) - 2014: GP3-Serie (Platz 8) - 2014: Formel Renault 3.5 (Platz 18) - 2015: WEC, GT (Platz 9) - 2015: GP2-Serie (Platz 10) |

### Einzelergebnisse in der GP3-Serie
| Jahr | Team              | 1   | 2   | 3   | 4   | 5   | 6   | 7   | 8   | 9   | 10  | 11  | 12  | 13  | 14  | 15  | 16  | 17  | 18  | Punkte | Rang |
| ---- | ----------------- | --- | --- | --- | --- | --- | --- | --- | --- | --- | --- | --- | --- | --- | --- | --- | --- | --- | --- | ------ | ---- |
| 2011 | Lotus ART         | TUR | TUR | ESP | ESP | ESP | ESP | GBR | GBR | GER | GER | HUN | HUN | BEL | BEL | ITA | ITA |     |     | 7      | 20.  |
| 2011 | Lotus ART         |     |     |     |     |     |     |     |     |     |     |     |     | 8   | 1   | 10  | 19  |     |     | 7      | 20.  |
| 2014 | Status Grand Prix | ESP | ESP | AUT | AUT | GBR | GBR | GER | GER | HUN | HUN | BEL | BEL | ITA | ITA | RUS | RUS | UAE | UAE | 125    | 8.   |
| 2014 | Status Grand Prix | 3   | 4   | 4   | 3   | 7   | 1   | 13  | 7   | 1   | 6   | 7   | 2   | 9   | DNF | 12  | DNF | 12  | 7   | 125    | 8.   |

### Einzelergebnisse in der Formel Renault 3.5
| Jahr | Team  | 1   | 2   | 3   | 4   | 5   | 6   | 7   | 8   | 9   | 10  | 11  | 12  | 13  | 14  | 15  | 16  | 17  | Punkte | Rang |
| ---- | ----- | --- | --- | --- | --- | --- | --- | --- | --- | --- | --- | --- | --- | --- | --- | --- | --- | --- | ------ | ---- |
| 2012 | Lotus | ALC | ALC | MON | SPA | SPA | NÜR | NÜR | MOS | MOS | SIL | SIL | HUN | HUN | LEC | LEC | CAT | CAT | 8      | 22.  |
| 2012 | Lotus | DNF | 6   | DNF | NC  | DNF | INJ | INJ | INJ | INJ | INJ | INJ | INJ | INJ | INJ | INJ | INJ | INJ | 8      | 22.  |
| 2014 | Lotus | MNZ | MNZ | ALC | ALC | MON | SPA | SPA | MOS | MOS | NÜR | NÜR | HUN | HUN | LEC | LEC | JRZ | JRZ | 21     | 18.  |
| 2014 | Lotus |     |     |     |     |     | DNF | 8   | 9   | 3   |     |     |     |     |     |     |     |     | 21     | 18.  |

### Einzelergebnisse in der GP2-Serie
| Jahr | Team              | 1   | 2   | 3   | 4   | 5   | 6   | 7   | 8   | 9   | 10  | 11  | 12  | 13  | 14  | 15  | 16  | 17  | 18  | 19  | 20  | 21  | 22  | Punkte | Rang |
| ---- | ----------------- | --- | --- | --- | --- | --- | --- | --- | --- | --- | --- | --- | --- | --- | --- | --- | --- | --- | --- | --- | --- | --- | --- | ------ | ---- |
| 2015 | Status Grand Prix | BRN | BRN | ESP | ESP | MON | MON | AUT | AUT | GBR | GBR | HUN | HUN | BEL | BEL | ITA | ITA | RUS | RUS | BRN | BRN | UAE | UAE | 60     | 10.  |
| 2015 | Status Grand Prix | 15  | 11  | 10  | 19  | 7   | 1   | 23  | 15  | DNF | 13  | 21  | 13  | 18  | 13  | 4   | 4   | 7   | 1   |     |     |     |     | 60     | 10.  |

### Einzelergebnisse in der FIA-Langstrecken-Weltmeisterschaft – GT-Weltcup
| Jahr | Team                   | Fahrzeug                | 1   | 2   | 3   | 4   | 5   | 6   | 7   | 8   | Punkte | Rang |
| ---- | ---------------------- | ----------------------- | --- | --- | --- | --- | --- | --- | --- | --- | ------ | ---- |
| 2013 | Aston Martin Racing    | Aston Martin Vantage V8 | SIL | SPA | LMS | SAO | AUS | FUJ | SHA | BRN | 27,75  | 19.  |
| 2013 | Aston Martin Racing    | Aston Martin Vantage V8 |     | 20  |     | 20  | DNF | 28  | 13  | DNF | 27,75  | 19.  |
| 2014 | Aston Martin Racing    | Aston Martin Vantage V8 | SIL | SPA | LMS | AUS | FUJ | SHA | BRN | SAO | 22     | 20.  |
| 2014 | Aston Martin Racing    | Aston Martin Vantage V8 |     | 19  |     | 18  |     | 21  |     |     | 22     | 20.  |
| 2015 | Aston Martin Racing V8 | Aston Martin Vantage V8 | SIL | SPA | LMS | NÜR | AUS | FUJ | SHA | BRN | 78     | 9.   |
| 2015 | Aston Martin Racing V8 | Aston Martin Vantage V8 | 14  | 16  | 34  | 20  | 17  |     | 18  | 25  | 78     | 9.   |

| Farbe    | Bedeutung                                             |
| -------- | ----------------------------------------------------- |
| Gold     | Sieger                                                |
| Silber   | 2. Platz                                              |
| Bronze   | 3. Platz                                              |
| Grün     | Klassifiziert innerhalb der Top 10                    |
| Hellblau | Klassifiziert innerhalb der Punkteränge (ab Platz 11) |
| Blau     | Klassifiziert außerhalb der Punkteränge               |
| Violett  | Rennen nicht beendet (DNF)                            |
| Violett  | nicht klassifiziert (NC)                              |
| Rot      | nicht qualifiziert (DNQ)                              |
| Schwarz  | disqualifiziert (DSQ)                                 |
| Weiß     | nicht am Start (DNS)                                  |
| Weiß     | zurückgezogen (WD)                                    |
| Weiß     | Rennen abgesagt (C)                                   |
| Blanko   | nicht teilgenommen                                    |
| Blanko   | gemeldet, aber nicht teilgenommen (DNP)               |
| Blanko   | verletzt oder krank (INJ)                             |
| Blanko   | ausgeschlossen (EX)                                   |

### Le-Mans-Ergebnisse
| Jahr | Team                | Fahrzeug                 | Teamkollege   | Teamkollege    | Platzierung | Ausfallgrund |
| ---- | ------------------- | ------------------------ | ------------- | -------------- | ----------- | ------------ |
| 2015 | Aston Martin Racing | Aston Martin Vantage GTE | Fernando Rees | Alex MacDowall | Rang 34     |              |
| 2016 | Aston Martin Racing | Aston Martin Vantage GTE | Fernando Rees | Jonny Adam     | Rang 24     |              |
| 2017 | Aston Martin Racing | Aston Martin Vantage GTE | Nicki Thiim   | Marco Sørensen | Rang 25     |              |

### Sebring-Ergebnisse
| Jahr | Team                | Fahrzeug                 | Teamkollege     | Teamkollege   | Teamkollege | Platzierung | Ausfallgrund |
| ---- | ------------------- | ------------------------ | --------------- | ------------- | ----------- | ----------- | ------------ |
| 2016 | Aston Martin Racing | Aston Martin Vantage GT3 | Paul Dalla Lana | Mathias Lauda | Pedro Lamy  | Rang 30     |              |